# Parahaustorius attenuatus
Parahaustorius attenuatus är en kräftdjursart som beskrevs av Edward Lloyd Bousfield 1965. Parahaustorius attenuatus ingår i släktet Parahaustorius och familjen Haustoriidae. Inga underarter finns listade i Catalogue of Life.